# جاك رينولدز (لاعب كرة قدم)
جاك رينولدز (بالإنجليزية: Jack Reynolds)‏ هو لاعب كرة قدم بريطاني (وحمل سابقاً جنسية المملكة المتحدة لبريطانيا العظمى وأيرلندا) في مركز الوسط، ولد في 21 فبراير 1869 في بلاكبرن في المملكة المتحدة، وتوفي في 12 مارس 1917 في شفيلد في المملكة المتحدة. شارك مع منتخب أيرلندا لكرة القدم ومنتخب إنجلترا لكرة القدم. أما مع النوادي، فقد لعب مع أستون فيلا وبلاكبيرن روفرز وستوكبورت كونتي وليسبورن ديستليري ونادي ساوثهامبتون ونادي سلتيك ووست بروميتش ألبيون والرابطة الحادية عشر لكرة القدم ‏ وEast Lancashire Regiment football team ‏ وRoman Glass St George F.C. ‏ وUlster F.C. ‏.

## وصلات خارجية
- جاك رينولدز على موقع قاعدة بيانات كرة القدم.إي يو (الإنجليزية)
- جاك رينولدز على موقع ناشيونال فوتبول تيمز (الإنجليزية)